# 烏龍絕配
《烏龍絕配》（英語：Daddy and Them）是一部2001年美國喜劇劇情片，由比利·鮑伯·松頓執導、編劇並與蘿拉·鄧恩、黛安·拉德、凯莉·普雷斯顿、吉姆·瓦尼、潔美·李·寇蒂斯、屈丝苔·奈特和班·艾佛列克共同擔任主演。電影也是瓦尼2000年2月去世前最後一次在銀幕上亮相。劇情關於一對已婚夫婦幫助被判入獄的叔叔的黑色喜劇。
《烏龍絕配》原定在美國院線上映，但因米拉麥克斯影業認為電影「商業賣點」不足，而改採於2001年6月6日有限上映。電影獲得正評居多，片中的南方幽默、松頓的編導功力以及全體演員的表現受到肯定。

## 演員
- 比利·鮑伯·松頓飾演克勞德·蒙哥馬利（Claude Montgomery）
- 布蘭達·布蕾辛飾演茱莉亞·蒙哥馬利（Julia Montgomery）
- 蘿拉·鄧恩飾演露比·蒙哥馬利（Ruby Montgomery）
- 安迪·格里菲斯（英语：Andy Griffith）飾演OT·蒙哥馬利（OT Montgomery）
- 黛安·拉德飾演喬維爾（Jewel）
- 凯莉·普雷斯顿飾演蘿絲（Rose）
- 吉姆·瓦尼飾演哈澤·蒙哥馬利（Hazel Montgomery）
- 潔美·李·寇蒂斯飾演伊萊恩·博文（Elaine Bowen）
- 屈丝苔·奈特（英语：Tuesday Knight）飾演比莉·蒙哥馬利（Billy Montgomery）
- 班·艾佛列克飾演勞倫斯·博文（Lawrence Bowen）
- 约翰·普莱恩飾演艾文·蒙哥馬利（Alvin Montgomery）
- 華頓·哥金斯飾演湯米·克里斯汀（Tommy Christian）

## 外部連結
- 互联网电影数据库（IMDb）上《烏龍絕配》的资料（英文）
- AllMovie上《烏龍絕配》的资料（英文）